# Telecomunicaciones en Paraguay
Las primeras telecomunicaciones en Paraguay datan del año 1864, año en que llegaban al Paraguay los alemanes Ing. Robert von Treuenfeld y el técnico en telegrafía eléctrica Hans Fischer, contratados por el gobierno de Francisco Solano Lopéz para construir líneas telegráficas e instalar algunas industrias. Luego en octubre de ese mismo año se habilita al servicio público el telégrafo eléctrico entre las estaciones de Villeta y Asunción. 
A principios del siglo XX (años 1920) se realizan las primeras transmisiones radiales y se populariza el servicio telefónico. Ya hacia mediados del siglo XX se transmiten las primeras señales televisivas nacionales, siendo Canal 9 (actual SNT) la pionera en el año 1965 -en blanco y negro), y luego en 1978 -a color-. En los años 1990, nace la telefonía celular y la internet, popularizándose a principios del presente siglo. Ya recientemente (años 2010) se dan las primeras transmisiones de televisión digital con calidad de alta definición (HD).
En el transcurso del siglo XX, las telecomunicaciones en Paraguay eran básicamente el uso del telégrafo, y la radio. Posteriormente, vinieron los teléfonos y televisores analógicos.  Actualmente, en pleno siglo XXI, los aparatos de telecomunicaciones que prevalecen en Paraguay son los teléfonos celulares y la Internet, así como la televisión digital.

## Telefonía
La telefonía predominante en Paraguay es la telefonía celular, a cargo de las empresas Tigo, Personal, Vox y Claro. Mientras que la telefonía fija es exclusiva de la estatal Compañía Paraguaya de Comunicaciones (COPACO), todas estas reguladas por la Comisión Nacional de Telecomunicaciones (CONATEL).
- Un servicio telefónico fijo extremadamente privado y escaso
- El centro de conmutación principal es Asunción
- Nacional: radio enlace de microondas
- Internacional: satélite estación terrena - 1 Intelsat (Océano Atlántico) en 2009
- Código internacional del país: +595

- Teléfonos públicos: 600 (2015[2]
- Líneas fijas:  302.754 (4,3% de la población en 2018)[3]
- Líneas celulares:  7.467.706 (106,9% de la población) (Datos del Primer Semestre del 2019)[4]

### Telefonía fija
La telefonía fija es el primer servicio masivo de telecomunicaciones brindado en el país. Su importancia radica en que sigue siendo el servicio telefónico más económico para la ciudadanía En el año 1923 se fundó la primera empresa de telefonía (fija) en el Paraguay, llamado Compañía Internacional de Teléfonos (C.I.T.). En 1947, bajo el mandato de Higinio Morínigo, pasa a denominarse Administración Nacional de Telecomunicaciones (ANTELCO). Desde el año 2001, pasó a denominarse Compañía Paraguaya de Comunicaciones (COPACO) por ley N.º 1625/2000. COPACO (Ex-ANTELCO), es la alma mater de las telecomunicaciones en el país, en su seno se forjaron las primeras telecomunicaciones vía satélite con el resto del mundo para servicios de televisión, telefonía y datos durante la Estación Terrena de Areguá operativa desde 1978. En COPACO se creó la primera institución de formación de técnicos  e Ingenieros Electrónicos con fuerte orientación a las Telecomunicaciones, el Instituto Paraguayo de Telecomunicaciones  ( actual CITEC-FIUNA) en el se formaron muchos recursos humanos técnicos que luego pasaron a formar parte de la Telefonía Celular del Paraguay (actual TIGO) desde 1992, de la Comisión Nacional de Telecomunicaciones desde 1995  y de las otras operadoras móviles: Personal, Vox y Claro

### Telefonía celular/móvil
La telefonía celular fue masificándose desde el año 2005 aproximadamente (pasando de un 32% en 2005 a un 94% en 2010), superando hoy día en número total de habitantes a la población del Paraguay, habiendo aproximadamente 107 celulares por cada 100 habitantes (2018). 
La primera empresa de telefonía celular ha sido Telecel en el año 1992 (actual Tigo desde 2004), luego Personal en el año 1998, Vox en el año 1999 y Ñe'e/Copesa en el año 2000 (luego Porthable en 2002, CTI Móvil en 2005 y actualmente Claro desde 2008). Vox ya ofrecía la tecnología GSM (pionera en la época), mientras que los demás ofrecían primeramente sus servicios en las redes AMPS y D-AMPS (TDMA). Actualmente, estas 4 empresas de telefonía celular proveen redes GSM 2G, 3G y 4G LTE.
| Gráfica del crecimiento del Uso del Celular en Paraguay (en %) |
| -------------------------------------------------------------- |
|                                                                |
| Fuente: Banco Mundial.                                         |

| País/ Líneas/ Penetración                                                 | Marca    | Matriz                           | Líneas    | Mercado |
| ------------------------------------------------------------------------- | -------- | -------------------------------- | --------- | ------- |
| Paraguay (7 505 739) (datos de Penúltimo trimestre de 2019 según CONATEL) | Tigo     | Telecel S.A.E (Millicom)         | 3 166 459 | 42%     |
| Paraguay (7 505 739) (datos de Penúltimo trimestre de 2019 según CONATEL) | Personal | Núcleo S.A.E (Telecom)           | 2 321 290 | 31%     |
| Paraguay (7 505 739) (datos de Penúltimo trimestre de 2019 según CONATEL) | Claro    | AMX Paraguay S.A (América Móvil) | 1 704 900 | 23%     |
| Paraguay (7 505 739) (datos de Penúltimo trimestre de 2019 según CONATEL) | Vox      | Hola Paraguay S.A. (COPACO)      | 312 390   | 4%      |

## Internet
El acceso al uso de Internet en la población paraguaya ha aumentado considerablemente desde la década del 2010, con la llegada de los smartphones en esta década. Hasta el año 2010, apenas el 20 % de la población tenía acceso a Internet. En 2020, según datos del Banco Mundial, el 70 % de la población de Paraguay (más de 4 000 000 de habitantes) tiene acceso a Internet.

## Televisión
La televisión en Paraguay es uno de los medios de comunicación que integra a la población nacional, y una de las más importantes junto a la radio. Comienza con la inauguración de las transmisiones diarias del entonces Canal 9 TV Cerro Corá (actual SNT) en el año 1965. Poco a poco la televisión paraguaya fue evolucionando y apareciendo nuevos canales disponibles hasta nuestros días. Los canales nacionales llegan a casi todo el Paraguay e inclusive países fronterizos a través de repetidoras instaladas en gran parte del país, al igual que por medio de proveedoras de televisión paga.

## Radio
Al igual que en muchos países de América del Sur, la radio es un diseminador de información importante en Paraguay, cubriendo zonas donde ni la televisión ni el internet alcanzan (95% de la población está en zonas de cobertura radial).  
- Estaciones de radio: aproximadamente 75 emisoras comerciales y comunitarias; una red de radio de propiedad estatal en 2010
- Cobertura radial AM/FM: 95%

## Censura
La ley establece la libertad de expresión y de prensa, y el gobierno generalmente respeta estos derechos en la práctica. Las personas que critican al gobierno público y en privado, generalmente sin represalias o impedimento. No hay restricciones gubernamentales sobre el acceso a los informes de Internet o creíbles de que el gobierno vigilara el correo electrónico o los foros en Internet. Individuos y grupos pudieron participar en la expresión de puntos de vista a través de Internet, incluso por correo electrónico.
Debido a sus informes, los periodistas son en ocasiones objeto de acoso, intimidación y violencia principalmente de bandas de narcotraficantes y grupos criminales basados en los departamentos limítrofes Brasil y no solo de estos sino también de los políticos. En mayo de 2011 Fermín Jara, escritor del diario ABC Color, junto con Carlos Bottino y Samir Sánchez, periodistas de Radio Parque de Ciudad del Este, alegaron que el gobernador de Alto Paraná, Nelson Aguinagalde, trató de intimidarlos. Los periodistas afirmaron que Aguinagalde amenazó con "matarlos con una ametralladora" si continuaban criticando su administración. También afirmaron que, a petición del gobernador Aguinagalde, los programas de radio organizado por Bottino y Sánchez fueron censurados y posteriormente cancelados debido a su negativa a detener sus críticas al gobernador.
Funcionarios políticos a menudo toman represalias contra los medios de prensa invocando las leyes de difamación penal y demandando a los medios de comunicación para intimidar a los periodistas y reprimir nuevas investigaciones. Por ejemplo, en 2010 el director general de ABC Color, Aldo Zuccolillo enfrenta cargos criminales relacionados con demandas por difamación presentadas contra él por exfuncionarios del gobierno. El 7 de abril, las autoridades impusieron el pago de 236 millones de guaraníes ($59.000), más los intereses por cuestionar la decisión judicial que liberó al expresidente Luis Ángel González Macchi al enjuiciamiento. Una apelación estaba pendiente a fin de año.

### Represión de medios siguiente al golpe parlamentario de junio de 2012
Tras el golpe parlamentario del 22 de junio de 2012 que derrocó al entonces  Fernando Lugo y designó al entonces vicepresidente, Federico Franco como nuevo presidente, el nuevo gobierno pareció estar en el proceso de asumir el control completo de los medios de comunicación de propiedad estatal y su hostilidad estuvo afectando a los periodistas con los medios de comunicación privados.
En lo que parece como un intento del gobierno para controlar aún más los medios de comunicación, el líder de la Unión de Radiodifusión de Paraguay (URP) hizo un llamamiento a la acción contra "más de 1.200 radios piratas que operan en el país", acusándolos de "incitar a la delincuencia" en muchas ocasiones. También pidió a la CONATEL, ente regulador de telecomunicaciones, retirar las licencias de todas las estaciones implicadas en lo que calificó de actos ilegales, sin especificar cuáles eran. Hubo tensión entre las estaciones de radio comunitarias, muchas de las cuales eran rivales acérrimos del golpe del 22 de junio, y el nuevo gobierno debido a los cambios en la ley de Telecomunicaciones  por entonces modificada que podría afectar negativamente el futuro de las radios comunitarias, muchas de las cuales cuentan con pocos fondos y aún no está en posesión de las licencias de radiodifusión. Nuevas cláusulas de la ley impusieron una prohibición de la publicidad en dichas estaciones, limitaron su alcance de transmisión, y abrieron la posibilidad de una acción legal en contra de sus representantes si emitían sin licencia.